# 安德里亚·安科维奇
安德里亚·安科维奇（1937年7月16日—），克罗地亚男子足球运动员。他曾代表南斯拉夫国奥队参加1960年夏季奥林匹克运动会足球比赛，获得一枚金牌。